# Ophiolimna bairdi
Ophiolimna bairdi is een slangster uit de familie Ophiacanthidae.
De wetenschappelijke naam van de soort werd in 1883 gepubliceerd door Theodore Lyman.